# Псарус черевастий
Псарус черевастий (Psarus abdominalis) — вид комах з родини Syrphidae.

## Морфологічні ознаки
Середніх розмірів чорні бджолоподібні мухи з видовженим темно-червоним черевцем, вусики довгі, ариста товста, жовтувата.

## Поширення
Європейський вид, відомий із Швеції, Бельгії, Нідерландів, Німеччини, Польщі, Франції, Австрії, Швейцарії, Італії, Чехії, Словаччини, Хорватії, Македонії, Угорщини, Румунії, Болгарії, Латвії, у східній Європі на північ доходить до півдня Ленінградської області і Прибалтики, на схід — до Волги в Чувашії і Нижнього Поволжя. Є в Молдові.
В Україні відомий із Закарпаття, а також зі Степу і Лісостепу Лівобережжя, але тільки в декількох точках в Харківській, Донецькій і Луганській областей. Знайдений, крім іншого, в ПЗ «Стрільцівський степ» у Луганській області й у суміжному районі Ростовської області Росії. У Криму не знайдено. У Донецькій області раніше зустрічався, ймовірно, по всій території, про що свідчать екземпляри виду, зібрані В. А. Ярошевським у другій половині XIX ст. на півдні Харківської губернії (нині північна частина Донецької області, околиці Слов'янська) (за даними колекції Зоологічного інституту РАН, Санкт-Петербург).

## Особливості біології
Мухи мешкають по узліссях і галявинах лісосмуг, байрачних дібров, луках лісостепової смуги Закарпаття. Імаго живляться на квітках скумпії (Cotinus coggygria). За літературними даними, імаго відловлювали на квітках Veronica, Potentilla і Dianthus, Geranium, Berteroa. Личинки та їхня біологія невідомі. Біологія розмноження практично не вивчена. В Україні літ імаго проходить з кінця травня до початку липня (головним чином у червні). На півдні ареалу імаго можуть зустрічатися в квітні, на півночі ареалу літ триває з червня до серпня. Моновольтинний вид.

## Загрози та охорона
Загрози: ймовірно, критичним є зв'язок виду з певними зникаючими рослинними асоціаціями або видами рослин, що й досі лишаються нез'ясованими.
Заходи з охорони не розроблені. Потрібні виявлення і охорона тих місць мешкання виду, що ще залишилися.